# Chorzele (gemeente)
De gemeente Chorzele is een stad- en landgemeente in het Poolse woiwodschap Mazovië, in powiat Przasnyski.
De zetel van de gemeente is in Chorzele.
Op 30 juni 2004 telde de gemeente 10 231 inwoners.

## Oppervlakte gegevens
In 2002 bedroeg de totale oppervlakte van gemeente Chorzele 371,53 km², waarvan:
- agrarisch gebied: 53%
- bossen: 42%

De gemeente beslaat 30,51% van de totale oppervlakte van de powiat.

## Demografie
Stand op 30 juni 2004:
| Omschrijving                   | Totaal | Totaal | Vrouwen | Vrouwen | Mannen | Mannen |
| ------------------------------ | ------ | ------ | ------- | ------- | ------ | ------ |
| eenheid                        | aantal | %      | aantal  | %       | aantal | %      |
| inwoners                       | 10 231 | 100    | 5044    | 49,3    | 5187   | 50,7   |
| bevolkingsdichtheid (inw./km²) | 27,5   | 27,5   | 13,6    | 13,6    | 14     | 14     |

In 2002 bedroeg het gemiddelde inkomen per inwoner 1371,69 zł.

## Plaatsen
Aleksandrowo, Annowo, Bagienice, Binduga, Bobry, Bogdany Małe, Bogdany Wielkie, Brzeski-Kołaki, Budki, Bugzy Płoskie, Bugzy-Jarki, Bugzy-Święchy, Czaplice-Furmany, Czaplice-Piłaty, Czaplice Wielkie, Czarzaste Małe, Czarzaste Wielkie, Dąbrowa, Dąbrówka Ostrowska, Duczymin, Dzierzęga-Nadbory, Gadomiec-Chrzczany, Gadomiec-Miłocięta, Gadomiec-Peronie, Grąd Rycicki, Jarzynny Kierz, Jedlinka, Krukowo, Krzynowłoga Wielka, Kwiatkowo, Lipowiec, Liwki, Łaz, Łazy, Mącice, Niskie Wielkie, Nowa Wieś k. Duczymina, Nowa Wieś Zarębska, Opaleniec, Opiłki Płoskie, Poścień-Wieś, Poścień-Zamion, Pruskołęka, Przysowy, Przątalina, Rapaty-Górki, Rapaty-Sulimy, Rapaty-Żachy, Raszujka, Rawki, Rembielin, Rycice, Rzodkiewnica, Skuze, Sosnówek, Stara Wieś, Ścięciel, Wasiły-Zygny, Wierzchowizna, Wólka Zdziwójska, Zagaty, Zaręby, Zdziwój Nowy, Zdziwój Stary.

## Aangrenzende gemeenten
Baranowo, Czarnia, Dzierzgowo, Janowo, Jednorożec, Krzynowłoga Mała, Wielbark